# Liu Xiyao
Liu Xiyao, en chino simplificado 劉西堯 (Chengdu, Sichuan, 1916; Wuhan, 24 de agosto de 2013) fue un político chino, general mayor del Ejército Popular de Liberación de China y ministro de educación, en el Ministerio de Educación de la República Popular China.

## Trayectoria
En 1928, Liu Xiyao se mudó a Nanjing con sus padres y estudió en la escuela secundaria Zhongying. En 1934, fue admitido en el departamento de física de la Universidad Nacional de Wuhan. En 1937, presentó una petición en la tercera sesión plenaria del comité central del Kuomintang llamando a toda la nación a unirse en la Guerra de Resistencia. En el mismo año, fue presentado por Tao Zhu y se unió al Partido Comunista de China. Luego fue a Qiliping, Condado de Hong'an, para unirse al Nuevo Cuarto Ejército y trabajar como secretario del comité del partido comunista de China, en el condado central de Huanggang, diputado y secretario del comité militar y político de la quinta brigada del destacamento guerrillero independiente del Nuevo Cuarto Ejército, director del departamento de organización, y vicesecretario del departamento de propaganda del comité de la prefectura de Hubei Oriental, secretario del departamento de Hubei y de la prefectura de Anhui del Partido Comunista de China, miembro político de la división militar de Hubei y Anhui, y del Río Yangtze. Secretario del comité del partido de la prefectura, vicedirector de la escuela del partido en la frontera de las regiones de Hubei y Anhui Región, entre otros cargos.Durante la Revolución china de 1949, segunda guerra civil China, entre el Kuomintang y el Partido Comunista, trabajó como jefe del departamento de propaganda político en la región militar de Luzhong, comisario político de la división militar de Hongshan en la región militar de Jianghan, secretario del comité de la prefectura de Daye del Partido Comunista de China y como comisario político de la región militar de Daye.
Después de la fundación de la República Popular China, trabajó como vicesecretario general, secretario general y primer vicesecretario del comité provincial de Hubei del Partido Comunista de China. Fue director de la oficina de la planta de fabricación de automóviles Dongfeng Motor Corporation, y subdirector del comité nacional de tecnología, subdirector de la comisión nacional de ciencia y Tecnología, del comité nacional de ciencia y tecnología de la Defensa y de la oficina de industria de Defensa Nacional del consejo de estado. En 1963, se le otorgó el rango de general mayor del Ejército Popular de Liberación de China. Viceministro del segundo Ministerio de industria de maquinaria y vicesecretario del comité del partido, durante el cual fue directamente responsable del experimento de la primera bomba atómica de China en Lop Nur en 1964.
Durante la Revolución Cultural, trabajó como oficial de enlace del consejo de estado, subjefe del grupo de ciencia y educación, jefe del grupo de ciencia y educación del consejo de estado, subjefe del grupo central de la Academia de Ciencias de China. Ministro del Ministerio de la industria de maquinaria y líder del grupo central del partido.
Desde enero de 1977 fue Ministro de Educación, responsable de la restauración del examen de ingreso a la universidad después de la Revolución Cultural.
A fines de 1978 renunció como Ministro de Educación. Fue transferido para ser secretario del comité provincial de Sichuan del Partido Comunista de China (había un primer secretario en ese momento) y vicegobernador del gobierno popular provincial de Sichuan.
A las 9:30 del 24 de agosto de 2013, Liu Xiyao murió de una enfermedad en el Hospital Tongji de Wuhan a la edad de 97 años. El secretario general del comité central del PCCh Xi Jinping y otros miembros del Comité Permanente del Buró Político del Comité Central del Partido Comunista de China y exlíderes del partido y del estado, como Jiang Zemin y Hu Jintao, enviaron coronas de flores.